# De hongerwinter
De hongerwinter is een oorlogsmonument op de Oostelijke Eilanden in Amsterdam-Centrum. Het handelt over de hongerwinter 1944/1945.
Het bestaat in twee versies:
1. Het origineel, van de hand van Hildo Krop, is geplaatst in de Oosterkerk. Dit was eerst aan de straatzijde aangebracht, maar in de loop der jaren aangevreten door weersinvloeden en roetaanslag. Het is in 2008 licht gereinigd.
2. Een kunststenen kopie van Van Milt Restaurateurs is geplaatst in het rechterdeel van de gevel van de kerk aan de Wittenburgergracht. Daartoe is het origineel voorzien van kleien herstellingen, zodat het beeld haar oorspronkelijke vorm kon afgeven aan een mal van siliconen. Aan de hand van die mal is de nieuwe versie gegoten.

De tekst:
Interkerkelyk komite 1945
Wat liefde samenbracht
In ’t jaar van barre nood
Heeft menig oude en kind
Gered van hongerdood
Dit monument vertoont
De dank van heel de buurt
Dank die in ’t hart van God
In eeuwigheden duurt
Rechtsonder zijn de namen van de dominee van de Oosterkerk en de pastoor van de nabijgelegen Sint Annakerk te lezen.
De beeltenis laat links een man zien met een zak voedsel op zijn schouders die op een schip staat. Rechts staat een vrouw met twee kleine kinderen voor vernielde huizen. Het Interkerkelijk Comité Levensmiddelenvoorziening voor De Eilanden zamelde voedsel in bij Groningse en Friese boeren, dat heimelijk per schip naar Amsterdam werd vervoerd.